# نيكولاس جيربر
نيكولاس جيربر هو كيميائي سويسري، ولد في 8 يونيو 1850 في ثون في سويسرا، وتوفي في 9 فبراير 1914 في زيورخ في سويسرا.